# Johowia
Johowia är ett släkte av tvåvingar. Johowia ingår i familjen puckelflugor.

## Arter inomJohowia[1]
- Johowia chilensis
- Johowia ciliata
- Johowia hexachaeta
- Johowia octochaeta
- Johowia parvicornis
- Johowia pilipleura